# 마이클 J. 폭스
마이클 J. 폭스(영어: Michael J. Fox, 1961년 6월 9일 ~ )는 캐나다와 미국의 배우이다.
1976년 후반부터 텔레비전과 영화 작품에 출연하며 배우 경력을 시작하였다. 1985년부터 1990년까지 영화《백 투 더 퓨처》시리즈에서 '마티 맥플라이' 역을 맡았고, 1982년부터 1989년까지 드라마 《Family Ties》에서 '알렉스 P. 키튼' 역을 맡았는데, 이 기간에 에미상에서 코미디부문 남우주연상을 3회 수상하였고, 골든 글로브상에서 코미디부문 남우주연상을 수상하였다. 1996년부터 2000년까지 드라마《Spin City》에서 '마이크 플래허티' 역을 맡으면서 에미상에서 코미디부문 남우주연상을 수상하였고, 골든 글로브상에서 코미디부문 남우주연상을 3회, 그리고 미국 배우 조합상에서 코미디부문 남우주연상을 2회 수상하였다. 1989년 브라이언 드 팔마 감독의 영화 《전쟁의 사상자들》에서 '맥스 에릭슨' 역으로 출연하였다.
마이클 J. 폭스는 1991년 파킨슨병 진단을 받았는데, 이 사실을 대중에 알린 것은 1999년이었다. 증세가 악화되자 2000년 배우 생활을 은퇴하였으며, 그는 파킨슨병의 치료법을 연구하기 위한 활동가로 지내며 봉사활동과 모금활동을 하였다. 이는 곧 마이클 J. 폭스 재단(The Michael J. Fox Foundation)을 설립하기까지 하였고, 스웨덴의 카롤린스카 연구소는 2010년 3월 5일 그의 활동을 높게 평가하여 명예 박사 학위를 수여하였다.
2000년부터는 주로 성우로 활동하고 있는데, 《스튜어트 리틀》,《아틀란티스 : 잃어버린 제국》이 그가 참여한 주요 작품이다. 또한 텔레비전 드라마에 우정 출연하기도 하였고, 저서를 출간하는 등의 활동을 이어가고 있다. 2011년 5월 27일 공로를 인정 받아 캐나다 훈장 오피서 등급을 받았다.
완전한 채식주의가 아니라, 건강을 위해 주로 채식을 하지만 아주 가끔 육식을 겸하는 미국의 대표적인 '준채식주의자'(flexitarian)이다.

## 생애
마이클 앤드류 폭스는 캐나다 앨버타주의 에드먼턴에서 태어났다. 배우이자 경리 직원인 어머니 필리스와 군인 출신의 경찰관 아버지 윌리엄 폭스 사이에서 태어났다. 아버지의 직업때문에 그의 가족들은 캐나다 내의 다양한 도시를 옮겨다니며 살아야했는데, 그의 아버지가 1971년 은퇴하자 브리티시컬럼비아주 밴쿠버 교외의 버나비라는 곳에 정착하게 되었다. 그는 버나비 센트럴 중학교에 입학하였고, 그의 아버지는 1990년 심장 마비로 사망하였다.
그는 15세 때 캐나다 드라마 《레오와 나》(Leo And Me)에서 주연으로 데뷔하였고, 18세 되던 해인 1979년 배우 경력을 이어 나가기 위해 로스앤젤레스로 이사하였다. 폭스는 프로듀서인 로날드 셰들로의 눈에 띄어 《프랭크의 편지》( Letters From Frank)를 통해 마이클 폭스라는 이름으로 미국 텔레비전에 데뷔하게 된다. 그는 계속해서 마이클 폭스라는 이름으로 활동하였는데, 미국 배우 조합에 가입할 때 이미 같은 이름의 베테랑 배우가 등록되어 있어서 애매함을 피하기 위해 다른 이름을 써야했다. 후에 자서전에서 자신의 중간 이름인 앤드류나 앤디를 사용하는 것은 내키지 않아 그가 존경하던 배우 마이클 J. 폴라드의 ‘J’를 따왔다고 밝혔다.

## 출연 작품

### 영화
| 연도   | 제목                                                       | 역할                                                 | 비고              |
| ------ | ---------------------------------------------------------- | ---------------------------------------------------- | ----------------- |
| 1980년 | 《퀴즈 대소동》 Midnight Madness                           | 스콧 라르손                                          |                   |
| 1982년 | 《폭력 교실 1984》 Class of 1984                           | 아서                                                 |                   |
| 1985년 | 《틴 울프》 Teen Wolf                                      | 스콧 하워드                                          |                   |
| 1985년 | 《백 투 더 퓨처》 Back To The Future                       | 마티 맥플라이                                        |                   |
| 1987년 | 《사랑의 록밴드》 Light Of Day                             | 조 라스닉                                            |                   |
| 1987년 | 《나의 성공의 비밀》 The Secret Of My Success              | 브랜틀리 포스터 / 칼튼 위필드                        |                   |
| 1988년 | 《재회의 거리》 Bright Lights, Big City                    | 제이미 컨웨이                                        |                   |
| 1989년 | 《전쟁의 사상자들》 Casualties Of War                      | 에릭슨 이병                                          |                   |
| 1989년 | 《백 투 더 퓨처 2》 Back To The Future Part II             | 마티 맥플라이, 마티 맥플라이 주니어, 머레인 맥플라이 |                   |
| 1990년 | 《백 투 더 퓨처 3》 Back To The Future Part III            | 마티 맥플라이, 시무스 맥플라이                       |                   |
| 1991년 | 《코 끝에 걸린 사나이》 The Hard Way                       | 닉 랭 / 레이 카사노브                                |                   |
| 1991년 | 《할리우드 의사》 Doc Hollywood                            | 벤자민 스톤                                          |                   |
| 1993년 | 《머나먼 여정》 Homeward Bound: The Incredible Journey     | 챈스                                                 | 성우              |
| 1993년 | 《스타 만들기》 Life With Mikey                            | 마이클 "마이키" 채프먼                               |                   |
| 1993년 | 《사랑 게임》 For Love or Money                            | 더그 아일랜드                                        |                   |
| 1994년 | 《댐 Vs 노엘》 Where The Rivers Flow North                 | 클레이튼 판스워스                                    |                   |
| 1994년 | 《상속 작전》 Greedy                                       | 대니얼 맥티그                                        |                   |
| 1995년 | 《스모크 2 - 블루 인 더 페이스》 Blue In The Face          | 피드 맬로니                                          |                   |
| 1995년 | 《콜드블러디드》 Coldblooded                               | 팀 알렉산더                                          | 프로듀서로도 참여 |
| 1995년 | 《대통령의 연인》 The American President                   | 루이스 로스차일드                                    |                   |
| 1996년 | 《머나먼 여정 2》 Homeward Bound II: Lost In San Francisco | 챈스                                                 | 성우              |
| 1996년 | 《프라이트너》 The Frighteners                             | 프랭크 배니스터                                      |                   |
| 1996년 | 《화성 침공》 Mars Attacks!                                | 제이슨 스톤                                          |                   |
| 1999년 | 《스튜어트 리틀》 Stuart Little                            | 스튜어트 리틀                                        | 성우              |
| 2001년 | 《아틀란티스: 잃어버린 제국》 Atlantis: The Lost Empire    | 마일로 제임스 싸치                                   | 성우              |
| 2002년 | 《인터스테이트》 Interstate 60                             | 베이커                                               |                   |
| 2002년 | 《스튜어트 리틀 2》 Stuart Little 2                        | 스튜어트 리틀                                        | 성우              |
| 2006년 | 《스튜어트 리틀 3》 Stuart Little 3: Call Of The Wild      | 스튜어트 리틀                                        | 성우              |

### 텔레비전
| 연도          | 제목                                                   | 역할                 | 비고 |
| ------------- | ------------------------------------------------------ | -------------------- | --- |
| 1977년        | 《매직 라이》 The Magic Lie                            |                      | 에피소드: "The Master" |
| 1979년        | 《프랭크의 편지》 Letters From Frank                   | 리키                 | CBS 텔레비전 영화 |
| 1979년        | 《루 그랜트》 Lou Grant                                | 폴 스톤              | 에피소드: "Kids" |
| 1980년        | 《팔머스타운 U.S.A.》 Palmerstown, U.S.A.              | 윌리-조 홀           | |
| 1980년        | 《패밀리》 Family                                      | 리쳐드 토폴          | 에피소드: "Such a Fine Line" |
| 1980년        | 《Trouble In High Timber Country》                     | 토마스 엘스턴        | ABC 텔레비전 영화 |
| 1981년        | 《Trapper John, M.D.》                                 | 엘리엇 슈바이처      | 에피소드: "Brain Child" |
| 1981년        | 《레오와 나》 Leo And Me                               | 제이미               | 1976년에 제작, 1981년 CBS에서 방영 마이크 폭스(Make Fox)라는 이름으로 활동                                                                   |
| 1982년-1989년 | 《사랑의 가족》 Family Ties                            | 알렉스 P. 키튼       | |
| 1983년        | 《사랑의 유람선》 The Love Boat                        |                      | 에피소드: "I Like to Be in America..." |
| 1983년        | 《청춘 고백》 High School U.S.A.                       | 제이-제이 매너스     | NBC 텔레비전 영화 |
| 1984년        | 《밤의 법정》 Night Court                              | 에디 심스            | 에피소드: "Santa Goes Downtown" |
| 1984년        | 《The Homemade Comedy Special》                        | 진행자               | NBC 특집 방송 |
| 1985년        | 《야성녀 아이비》 Poison Ivy                           | 데니스 박스터        | NBC 텔레비전 영화 |
| 1986년        | 《David Letterman's 2nd Annual Holiday Film Festival》 |                      | NBC 특집 방송 |
| 1988년        | 《미키의 60번째 생일》 Mickey's 60th Birthday          | 알렉스 P. 키튼       | 텔레비전 특집 방송 |
| 1990년        | 《Sex, Buys & Advertising》                            |                      | 텔레비전 특집 방송 |
| 1991년        | 《새러데이 나잇 라이브》 Saturday Night Live           | 진행자               | 에피소드: "Michael J. Fox/The Black Crowes"                                                                                                  |
| 1991년        | 《납골당의 미스테리》 Tales from the Crypt             | 검사                 | 에피소드: "The Trap" |
| 1994년        | 《돈 드링크 워터》 Don't Drink the Water               | 액셀 매지            | ABC 텔레비전 영화 |
| 1996년-2001년 | 《이야기 도시》 Spin City                              | 마이크 플래허티      | 시즌 1-4 |
| 2002년        | 《클론 하이》 Clone High                               | 간디의 남아있는 콩팥 | 성우 "Escape to Beer Mountain: A Rope of Sand"                                                                                               |
| 2004년        | 《스크럽스》 Scrubs                                    | 케빈 케이시 박사     | 에피소드: "My Catalyst" 에피소드: "My Porcelain God"                                                                                         |
| 2006년        | 《보스턴 리걸》 Boston Legal                           | 대니얼 포스트        | |
| 2009년        | 《레스큐 미》 Rescue Me                                | 드와이트             | |
| 2010년        | 《콜버트 리포트》 The Colbert Report                   | 자신                 | |
| 2010년-2012년 | 《굿 와이프》 The Good Wife                            | 루이스 캐닝          | 에피소드: "Poisoned Pill" 에피소드: "Real Deal" 에피소드: "Wrongful Termination" 에피소드: "Parenting Made Easy" 에피소드: "Gloves Come Off" |
| 2011년        | 《에이스 오브 케익》 Ace of Cakes                      | 자신                 | |
| 2011년        | 《커브 유어 엔수지애즘》 Curb Your Enthusiasm          | 자신                 | 에피소드: "Larry vs. Michael J. Fox" |
| 2011년        | 《피니와 퍼브》 Phineas and Ferb                       | 마이클               | 에피소드: "The Curse of Candace" |

### 프로듀싱
| 연도          | 제목                         | 비고                  |
| ------------- | ---------------------------- | --------------------- |
| 1995년        | 《콜드블러디드》 Coldblooded | 프로듀서              |
| 1996년-2000년 | 《이야기 도시》 Spin City    | 이그제큐티브 프로듀서 |
| 1999년        | 《Anna Says》                | 이그제큐티브 프로듀서 |
| 2002년        | 《Otherwise Engaged》        | 이그제큐티브 프로듀서 |
| 2003년        | 《Hench At Home》            | 이그제큐티브 프로듀서 |

## 수상과 노미네이션

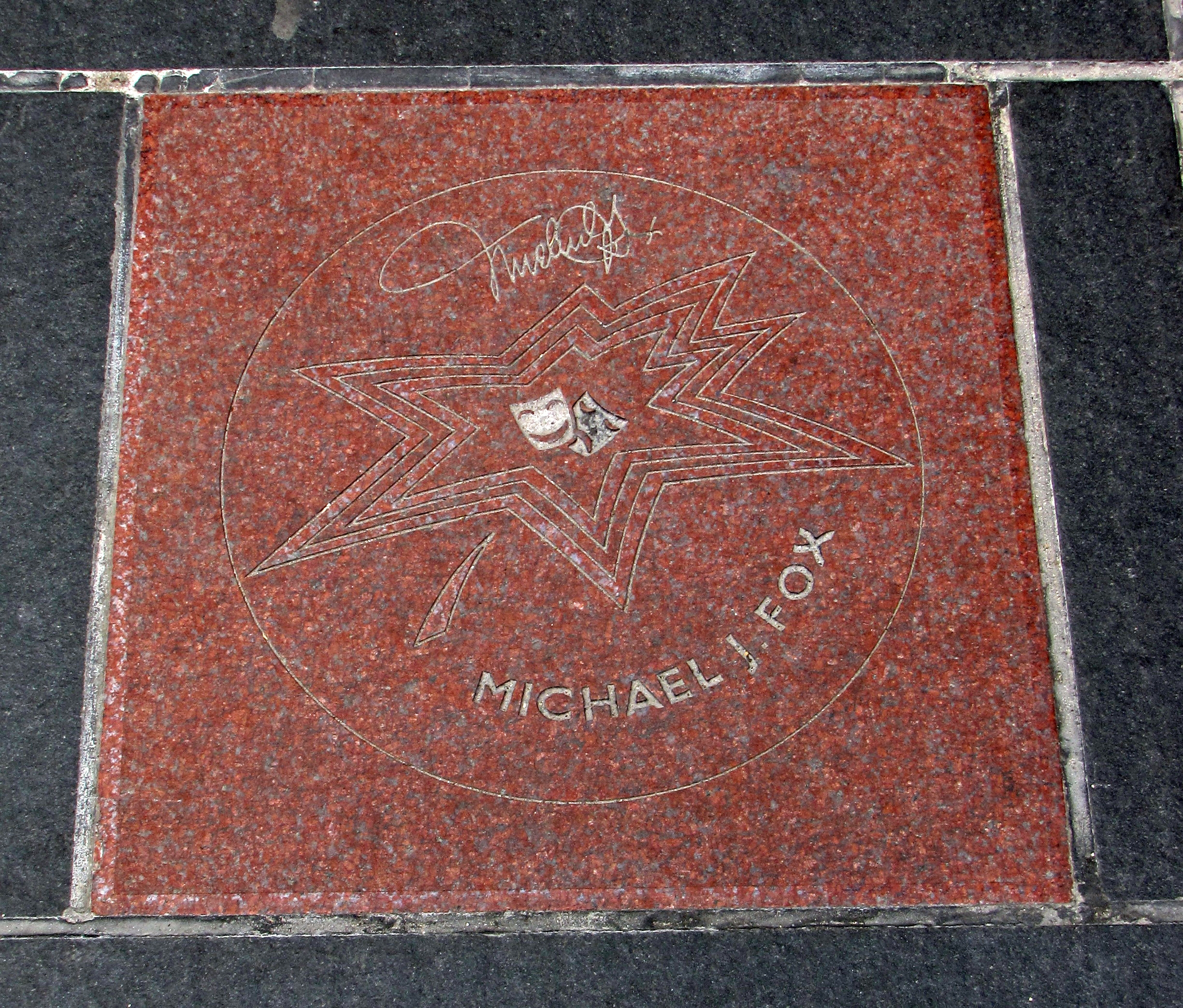
캐나다 명예의 거리
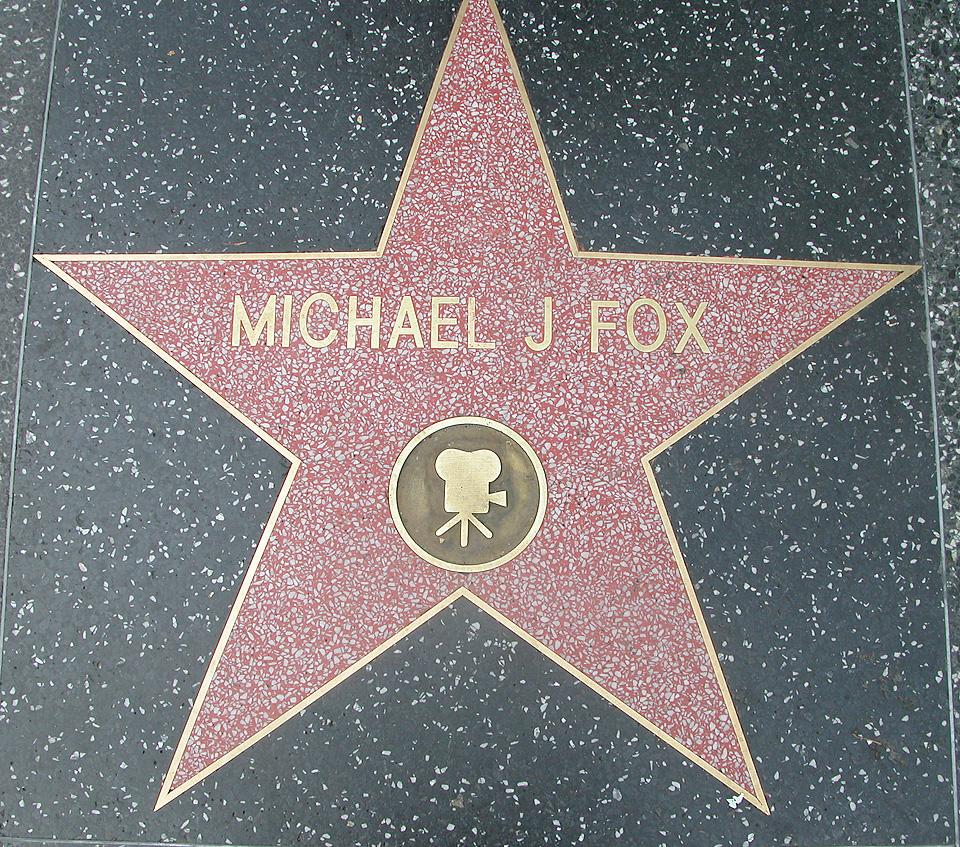
할리우드 명예의 거리
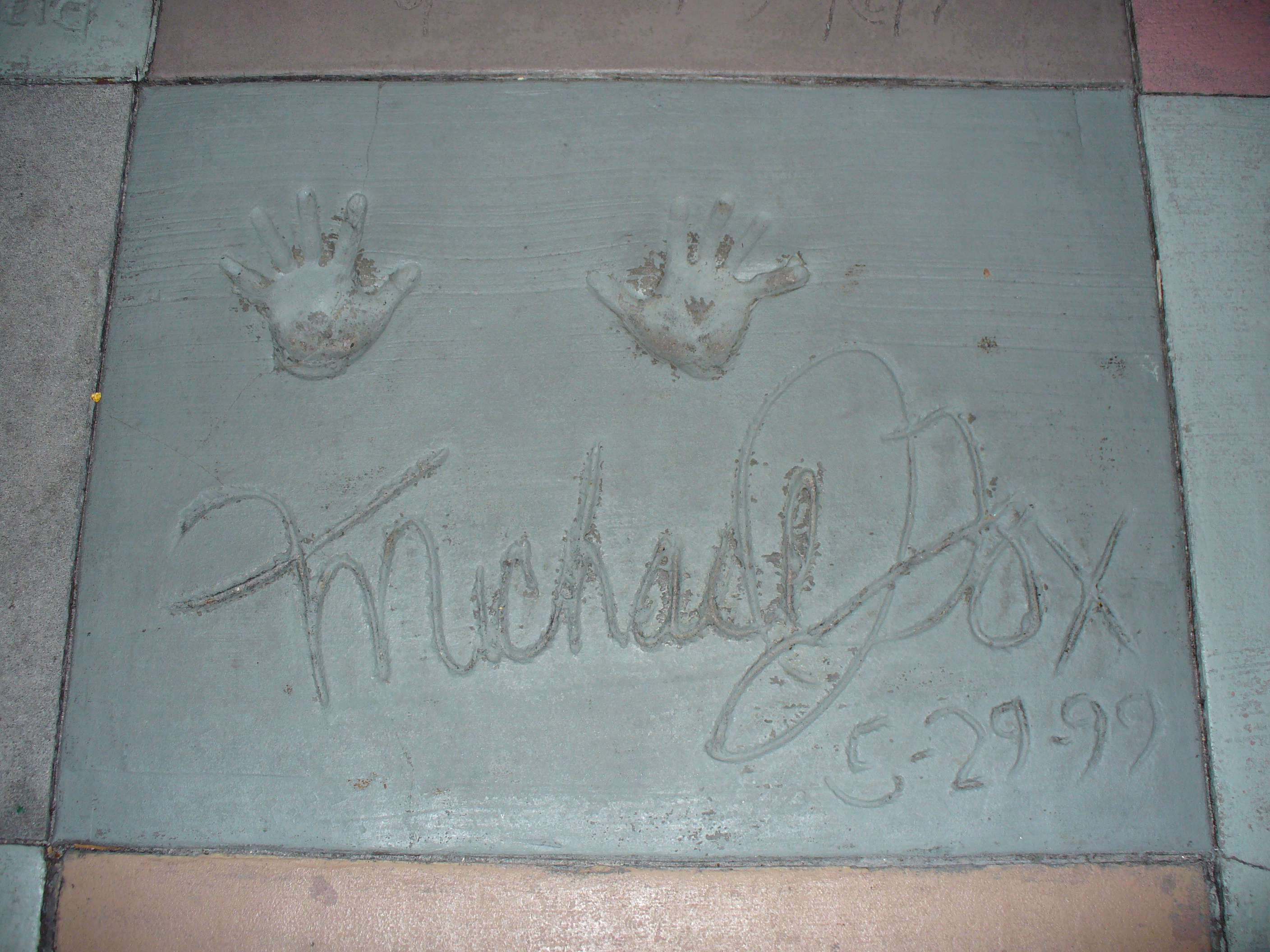
월트 디즈니 월드 리조트의 할리우드 스튜디오에 있는 핸드프린팅

| 연도   | 상                            | 부문                                                                      | 출연 작품                 | 결과 |
| ------ | ----------------------------- | ------------------------------------------------------------------------- | ------------------------- | ---- |
| 1985년 | 에미상                        | "Outstanding Supporting Actor in a Comedy Series"                         | 《사랑의 가족》           | 후보 |
| 1985년 | 새턴상                        | "Best Actor"                                                              | 《백 투 더 퓨처》         | 수상 |
| 1986년 | 에미상                        | "Outstanding Lead Actor in a Comedy Series"                               | 《사랑의 가족》           | 수상 |
| 1986년 | 골든 글로브상                 | "Best Performance by an Actor in a TV-Series — Comedy/Musical"            | 《사랑의 가족》           | 후보 |
| 1986년 | 골든 글로브상                 | "Best Performance by an Actor in a Motion Picture — Comedy/Musical"       | 《백 투 더 퓨처》         | 후보 |
| 1987년 | 에미상                        | "Outstanding Lead Actor in a Comedy Series"                               | 《사랑의 가족》           | 수상 |
| 1987년 | 골든 글로브상                 | "Best Performance by an Actor in a TV-Series — Comedy/Musical"            | 《사랑의 가족》           | 후보 |
| 1988년 | 에미상                        | "Outstanding Lead Actor in a Comedy Series"                               | 《사랑의 가족》           | 수상 |
| 1989년 | 에미상                        | "Outstanding Lead Actor in a Comedy Series"                               | 《사랑의 가족》           | 후보 |
| 1989년 | 골든 글로브상                 | "Best Performance by an Actor in a TV-Series — Comedy/Musical"            | 《사랑의 가족》           | 수상 |
| 1997년 | 에미상                        | "Outstanding Lead Actor in a Comedy Series"                               | 《이야기 도시》           | 후보 |
| 1997년 | 골든 글로브상                 | "Best Performance by an Actor in a TV-Series — Comedy/Musical"            | 《이야기 도시》           | 후보 |
| 1997년 | 새틀라이트 어워드             | "Best Performance by an Actor in a Television Series — Comedy or Musical" | 《이야기 도시》           | 후보 |
| 1997년 | 피플즈 초이스 어워드          | "Favorite Male Performer in a New Television Series"                      |                           | 수상 |
| 1998년 | 에미상                        | "Outstanding Lead Actor in a Comedy Series"                               | 《이야기 도시》           | 후보 |
| 1998년 | 골든 글로브상                 | "Best Performance by an Actor in a TV-Series — Comedy/Musical"            | 《이야기 도시》           | 수상 |
| 1998년 | 새틀라이트 어워드             | "Best Performance by an Actor in a Television Series — Comedy or Musical" | 《이야기 도시》           | 후보 |
| 1999년 | 에미상                        | "Outstanding Lead Actor in a Comedy Series"                               | 《이야기 도시》           | 후보 |
| 1999년 | 골든 글로브상                 | "Best Performance by an Actor in a TV-Series — Comedy/Musical"            | 《이야기 도시》           | 수상 |
| 1999년 | 미국 배우 조합상              | "Outstanding Performance by a Male Actor in a Comedy Series"              | 《이야기 도시》           | 수상 |
| 1999년 | 새틀라이트 어워드             | "Best Performance by an Actor in a Television Series — Comedy or Musical" | 《이야기 도시》           | 후보 |
| 2000년 | 에미상                        | "Outstanding Lead Actor in a Comedy Series"                               | 《이야기 도시》           | 수상 |
| 2000년 | 골든 글로브상                 | "Best Performance by an Actor in a TV-Series — Comedy/Musical"            | 《이야기 도시》           | 수상 |
| 2000년 | 미국 배우 조합상              | "Outstanding Performance by a Male Actor in a Comedy Series"              | 《이야기 도시》           | 수상 |
| 2000년 | 캐나다 명예의 거리            |                                                                           |                           | 선정 |
| 2002년 | 할리우드 명예의 거리          |                                                                           |                           | 선정 |
| 2006년 | 에미상                        | "Outstanding Guest Actor in a Drama Series"                               | 《보스턴 리걸》           | 후보 |
| 2009년 | 에미상                        | "Outstanding Guest Actor in a Drama Series"                               | 《레스큐 미》             | 수상 |
| 2009년 | 영향력 있는 캐나다 재외국민상 | "Most Influential Canadian Expat"                                         |                           | 수상 |
| 2010년 | 그래미상                      | "Best Spoken Word Album"                                                  | 《언제나 위를 향하여》    | 수상 |
| 2011년 | 에미상                        | "Outstanding Guest Actor in a Drama Series"                               | 《굿 와이프》             | 후보 |
| 2011년 | 골든 카메라                   | "Lifetime Achievement Award, German film and TV award"                    |                           | 수상 |
| 2012년 | 에미상                        | "Outstanding Guest Actor in a Comedy Series"                              | 《커브 유어 엔수지애즘]》 | 후보 |
| 2012년 | 에미상                        | "Outstanding Guest Actor in a Drama Series"                               | 《굿 와이프》             | 후보 |
| 2012년 | 피플즈 초이스 어워드          | "Favorite TV Guest Star"                                                  | 《굿 와이프》             | 후보 |

## 학위
- 2008년 뉴욕 대학교 명예 미술학 박사

### 명예 박사 학위
- 2008년 브리티시컬럼비아 대학교 명예 법학 박사
- 2010년 카롤린스카 연구소 명예 박사
- 2012년 브리티시컬럼비아 사법 연구소 명예 법학 박사

## 저서
- 《Lucky Man: A Memoir. New York: Hyperion》. 2002년. ISBN 978-0-7868-6764-6
- 《Always Looking Up: The adventures of an Incurable Optimist. New York: Hyperion》. 2009년. ISBN 978-1-4013-0338-9
- 《A Funny Thing Happened on the Way to the Future: Twists and Turns and Lessons Learned. New York: Hyperion》. 2010년. ISBN 978-1-4013-2386-8